# Liste der Biografien/Gara
Liste der Biografien |
Portal Biografien |
Personensuche
# |
A |
B |
C |
D |
E |
F |
G |
H |
I |
J |
K |
L |
M |
N |
O |
P |
Q |
R |
S |
T |
U |
V |
W |
X |
Y |
Z |
?
 
Ga |
Gb |
Gc |
Gd |
Ge |
Gf |
Gh |
Gi |
Gj |
Gk |
Gl |
Gm |
Gn |
Go |
Gp |
Gq |
Gr |
Gs |
Gu |
Gv |
Gw |
Gy |
Gz
 
Gaa |
Gab |
Gac |
Gad |
Gae |
Gaf |
Gag |
Gah |
Gai |
Gaj |
Gak |
Gal |
Gam |
Gan |
Gao |
Gap |
Gaq |
Gar |
Gas |
Gat |
Gau |
Gav |
Gaw |
Gax |
Gay |
Gaz
 
Gara |
Garb |
Garc |
Gard |
Gare |
Garf |
Garg |
Garh |
Gari |
Gark |
Garl |
Garm |
Garn |
Garo |
Garp |
Garr |
Gars |
Gart |
Garu |
Garv |
Garw |
Gary |
Garz
Die Liste der Biografien führt alle Personen auf, die in der deutschsprachigen Wikipedia einen Artikel haben. Dieses ist eine Teilliste mit 131 Einträgen von Personen, deren Namen mit den Buchstaben „Gara“ beginnt.

## Gara
- Gara della Rovere, Sisto (1473–1517), Kardinal der römisch-katholischen Kirche
- Gara, Alan, US-amerikanischer Computeringenieur und Physiker
- Gara, Anita (* 1983), ungarische Schachmeisterin
- Gara, Ivan de, ungarischer Geistlicher
- Gara, Józef (1929–2013), polnischer Bergmann, Schriftsteller und Dichter
- Gara, Nikolaus († 1433), Palatin des Königreichs Ungarn
- Gara, Pietro, italienischer römisch-katholischer Bischof
- Gara, Stefan (* 1964), österreichischer Politiker (NEOS), Landtagsabgeordneter
- Gara, Tícia (* 1984), ungarische Schachmeisterin

### Garab
- Garab Dorje, buddhistischer Meister
- Garaba, Imre (* 1958), ungarischer Fußballspieler
- Garabaya, Rubén (* 1978), spanischer Handballtrainer und -spieler
- Garabedian, Bobby, Schauspieler, Filmregisseur und Filmproduzent
- Garabedian, Paul (1927–2010), US-amerikanischer Mathematiker
- Garabík, Petr (* 1970), tschechischer Biathlet
- Garabíková, Helena (* 1970), tschechoslowakische Biathletin
- Garabito Segura, Briunny, dominikanischer Botschafter
- Garabwan, Gerard (* 1971), nauruischer Gewichtheber

### Garac
- Garachana Pérez, Angel (* 1944), spanischer Ordensgeistlicher und emeritierter römisch-katholischer Bischof von San Pedro Sula
- Garaczi, László (* 1956), ungarischer Schriftsteller, Theaterautor und Übersetzer

### Garad
- Garad Ali, Aïcha (* 1966), dschibutische Sportfunktionärin

### Garae
- Garae, Andrea (* 1973), vanuatuische Leichtathletin

### Garaf
- Garáfulic, Lily (1914–2012), chilenische Bildhauerin

### Garag
- Garaganis, Sotirios (* 1999), griechischer Sprinter
- Garagnani, Romano (1937–1999), italienischer Sportschütze
- Garagouni, Maria (* 1975), griechische Volleyball-Nationalspielerin (Außenangreiferin)
- Garagouni, Niki (* 1977), griechische Volleyball-Nationalspielerin (Mittelblockerin)
- Garaguly, Carl, Musiker, Tárogató-Künstler und Tr̀ogat-Virtuose
- Garaguly, Károly (1900–1984), ungarischer Violinist und Dirigent

### Garai
- Garai, Károly (1899–1942), ungarischer Kommunist
- Garai, Norbert (1900–1948), österreichischer Drehbuchautor und Schriftsteller
- Garai, Romola (* 1982), britische SchauspielerinRomola Garai (* 1982)

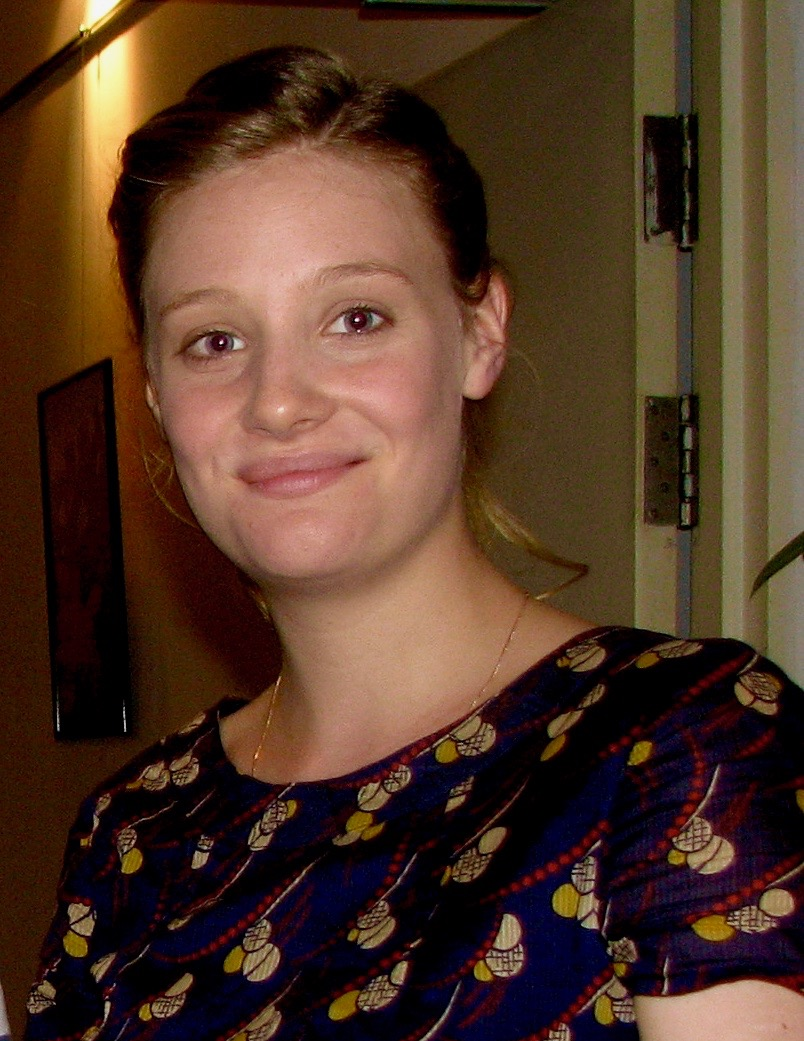
Romola Garai (* 1982)

- Garai, Toma (1935–2011), US-amerikanischer Großmeister der Schachkomposition
- Garaicoa, Carlos (* 1967), kubanischer Installations-, Medienkünstler und Fotograf
- Garaikoetxea, Carlos (* 1938), spanischer Politiker, MdEP
- Garaizabal, Juan (* 1971), spanischer Künstler

### Garaj
- Garajewa, Julija Rawiljewna (* 1968), russische Degenfechterin
- Garajová, Katarína (* 1987), slowakische Skilangläuferin

### Garam
- Garam, Éva (1939–2023), ungarische Archäologin, Hochschullehrerin
- Garamendi, John (* 1945), US-amerikanischer Politiker der Demokratischen Partei
- Garamond, Claude († 1561), französischer Schriftgießer, Typograf, Stempelschneider und Verleger
- Garampi, Giuseppe (1725–1792), italienischer Geistlicher, Kardinal und Historiker
- Garamszegi, László (* 1978), ungarischer Radrennfahrer
- Garamvölgyi, Judit (1937–2023), ungarisch-schweizerische Historikerin

### Garan
- Garan, Ronald John (* 1961), US-amerikanischer Astronaut
- Garanča, Elīna (* 1976), lettische Opernsängerin (Mezzosopran)Elīna Garanča (* 1976)

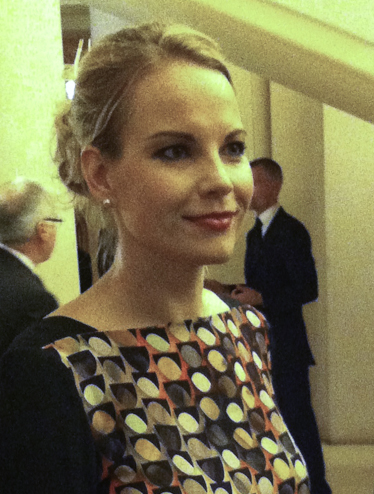
Elīna Garanča (* 1976)

- Garand, John C. (1888–1974), kanadisch-amerikanischer Waffenhersteller
- Garande, Patrice (* 1960), französischer Fußballspieler
- Garang, John (1945–2005), südsudanesischer Rebellenführer und Politiker
- Garanganga, Takanyi (* 1990), simbabwischer Tennisspieler
- Garanin, Anatoli Sergejewitsch (* 1912), sowjetischer Fotograf
- Garanin, Iwan (* 1945), sowjetischer Skilangläufer
- Garanin, Melanie (* 1972), deutsche Illustratorin, Kinderbuchautorin und Comiczeichnerin
- Garanin, Wadim Wjatscheslawowitsch (* 1970), russischer Fußballspieler und Trainer
- Garanitschew, Jewgeni Alexandrowitsch (* 1988), russischer Biathlet
- Garanjan, Georgi Aramowitsch (1934–2010), russischer Musiker
- Garant, Charles-Omer (1899–1962), kanadischer römisch-katholischer Geistlicher, Weihbischof in Québec
- Garant, Robert Ben (* 1970), US-amerikanischer Schauspieler, Autor und Fernsehproduzent
- Garant, Serge (1929–1986), kanadischer Komponist
- Garant, Sylvain (1925–1993), französischer Autorennfahrer
- Garantoudis, Evripidis (* 1964), griechischer Neogräzist

### Garap
- Garapick, Nancy (* 1961), kanadische Schwimmerin
- Garapon, Robert (1921–1992), französischer Romanist und Literaturwissenschaftler

### Garar
- Garard, Renita (* 1972), australische Hockeyspielerin

### Garas
- Garas, Dezső (1934–2011), ungarischer Schauspieler
- Garas, Kaz (* 1940), US-amerikanischer Schauspieler und Filmproduzent
- Garas, Nardine (* 2003), ägyptische Squashspielerin
- Garašanin, Ilija (1812–1874), serbischer Staatsmann
- Garašanin, Milutin (1843–1898), serbischer Politiker, Offizier und Diplomat
- Garasse, François (1584–1631), französischer Jesuit und Schriftsteller
- Garastas, Vladas (* 1932), litauischer Basketballtrainer und Basketballfunktionär

### Garat
- Garat, Anne-Marie (1946–2022), französische Schriftstellerin und Dozentin für Film und Fotografie
- Garat, Dominique Joseph (1749–1833), französischer Politiker und Schriftsteller
- Garat, Henri (1902–1959), französischer Schauspieler, Sänger und Tänzer
- Garat, Juan Carlos, uruguayischer Politiker
- Garat, Juan Pablo (* 1983), argentinischer Fußballspieler
- Garat, Pierre-Jean (1762–1823), französischer Sänger (Tenor, Bariton)
- Garát, Zsombor (* 1997), ungarischer Eishockeyspieler
- Garát-Gasparics, Fanni (* 1994), ungarische Eishockeyspielerin
- Garate, Giara (* 1996), peruanische Sprinterin
- Gárate, José Eulogio (* 1944), spanisch-argentinischer Fußballspieler
- Gárate, Juan Manuel (* 1976), spanischer Radrennfahrer
- Garate, Leandro (* 1993), argentinischer Fußballspieler
- Gárate, Yuri (* 1970), deutscher Schauspieler und Filmregisseur
- Garatwa, Karl (1929–1998), deutscher Fußballspieler

### Garau
- Garau, Salvatore (* 1953), italienischer Maler und Zeichner
- Garaud, Marie-France (1934–2024), französische Juristin, Beamtin und Politikerin
- Garaudé, Alexis de (1779–1852), französischer Komponist und Musikpädagoge
- Garaudé, Alexis de (1821–1854), französischer Komponist
- Garaudy, Roger (1913–2012), französischer Politiker (Kommunistische Partei Frankreichs), Philosoph und Hochschullehrer

### Garav
- Garavaglia, Giovita (1790–1835), italienischer Kupferstecher
- Garavaglia, Lino Esterino (1927–2020), italienischer Ordensgeistlicher, römisch-katholischer Bischof von Cesena-Sarsina
- Garavaglia, Massimo (* 1968), italienischer Politiker
- Garavani, Valentino (* 1932), italienischer ModeschöpferValentino Garavani (* 1932)

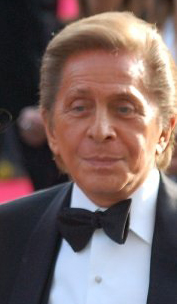
Valentino Garavani (* 1932)

- Garaventa, Karl (1888–1965), Schweizer Landwirt und Seilbahnpionier
- Garaventa, Ottavio (1934–2014), italienischer Opernsänger (Tenor)
- Garaventa, Willy (1934–2022), Schweizer Seilbahnpionier und Unternehmer
- Garavini, Laura (* 1966), italienische Politikerin (Partito Democratico), Mitglied der Camera dei deputati
- Garavito Armero, Julio (1865–1920), kolumbianischer Astronom
- Garavito Jiménez, Gregorio (1919–2016), kolumbianischer Ordensgeistlicher, Bischof von Villavicencio
- Garavito, Fernando (1944–2010), kolumbianischer Schriftsteller und Journalist
- Garavito, Luis (1957–2023), kolumbianischer SerienmörderLuis Garavito (1957–2023)

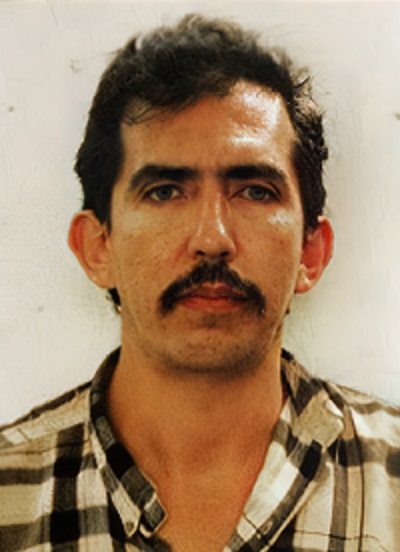
Luis Garavito (1957–2023)

### Garay
- Garay Castro, Alfonso León de (1920–2002), mexikanischer Strahlenbiologe und Botschafter
- Garay Díaz, Narciso (1876–1953), panamaischer Komponist, Violinist, Musikwissenschaftler und Diplomat
- Gəray, Adil (1919–1973), sowjetisch-aserbaidschanischer Komponist, Tarspieler, Musikpädagoge und Dirigent
- Garay, Aingeru (* 1998), spanischer Skirennläufer
- Garay, Alejandro (* 1960), uruguayischer Fußballtrainer
- Garay, Alice (* 1971), argentinische Badmintonspielerin
- Garay, Attila (1931–2013), ungarischer Jazzmusiker und Komponist
- Garay, Blasco de († 1552), spanischer Kapitän und Erfinder eines frühen Dampfantriebs
- Garay, Cristián (* 1989), chilenischer Fußballschiedsrichter
- Garay, Ezequiel (* 1986), argentinischer Fußballspieler
- Garay, Francisco de († 1523), spanischer Konquistador
- Garay, György (1909–1988), ungarischer Geiger
- Garay, Hugo Hernán (* 1980), argentinischer Boxer
- Garay, János (1812–1853), ungarischer Dichter
- Garay, János (1889–1945), ungarischer Säbelfechter und Olympiasieger 1928
- Garay, Jesús (1930–1995), spanischer Fußballspieler
- Garay, Joaquin III (* 1968), US-amerikanischer Schauspieler und Drehbuchautor
- Garay, Juan de (1528–1583), baskischer Eroberer
- Garay, María (* 1941), argentinische Tangosängerin
- Garay, Marie (1861–1953), französische Malerin
- Garay, Máximo (1898–1960), ungarischer Fußballtrainer
- Garay, Minino (* 1965), argentinischer Jazz-Schlagzeuger und Perkussionist
- Garay, Néstor (1931–2003), argentinischer Schauspieler
- Garay, Sándor (1920–2006), ungarischer Mittel- und Langstreckenläufer
- Garaycoa, Francisco Xavier de (1775–1859), ecuadorianischer Geistlicher, Erzbischof von Quito
- Garaycoa, Hugo (1930–2018), peruanischer Geistlicher, römisch-katholischer Bischof von Tacna y Moquegua
- Garayev, Tamerlan (* 1952), aserbaidschanischer Diplomat
- Garaýew, Jumadurdy (1910–1960), sowjetisch-turkmenischer Politiker
- Garaygordóbil Berrizbeitia, Victor (1915–2018), spanischer Geistlicher, Prälat von Los Ríos